# هيو فيرغسون
هيو فيرغسون (بالإنجليزية: Hugh Ferguson)‏ هو سياسي بريطاني (وحمل سابقاً جنسية المملكة المتحدة لبريطانيا العظمى وأيرلندا)، ولد في 1863، وتوفي في 4 نوفمبر 1937. حزبياً، نشط في حزب المحافظين. في الانتخابات العامة في المملكة المتحدة 1923 ‏، انتخب عضو برلمان المملكة المتحدة الـ33 عن دائرة Motherwell (UK Parliament constituency) ‏ (6 ديسمبر 1923 – 9 أكتوبر 1924).